# György Papp Margit
György Papp Margit (Csíkszentkirály, 1925. május 14. – Négyfalu, 2016. március 20.) Barcaság népművésze. Gyűjtötte, terjesztette azokat az értékeket, melyeket az itt lakó földműves emberek évszázadokon át alkottak. 

## Életpályája
Művészeti érdeklődését – környezete mellett – Mattis Teutsch János festőművész keltette fel Brassóban, akinek hat évig volt tanítványa. Tanult Kolozsváron a Ion Andreescu Művészeti Akadémián is, amit anyagi nehézségek miatt nem fejezhetett be.
Szívesen foglalkozott a népi varrottasokkal, szövéssel, csángóruhák szabásával-varrásával. Gyűjtötte a népi kerámia termékeit, megismerte a fafaragók munkáit, festette a barcasági tájakat, írt népi ihletésű verseket, megtanulta és előadta környezete népdalait, népballadáit.
Az évek során munkáival több néprajzi és egyéni kiállításon vett részt. Munkásságát több arany-, ezüst-, bronzéremmel jutalmazták. A legértékesebb kitüntetés számára a Zajzoni Rab István díj volt.
Magyarországi településeken is bemutatkozott munkáival: Budapesten, Budakeszin, Tatán, Vácon, Zsámbékon, Biatorbágyon, Pécsett.
Munkái eljutottak a világ legkülönbözőbb pontjaira.
Munkásságáról számos szakvélemény jelent meg úgy hazai, mint külföldi sajtóban.
Alkotómunkáját önzetlenül támogatta férje, György István, akivel 48 évig élt együtt.

## Élete, munkássága
1933 és 1935 között kisiskolásként országos rajzversenyen I. díjat nyert. 1944 és 1949 között a világhírű Mattis Teutsch János tanítványa volt Brassóban. 1949–1951 között a kolozsvári Ion Andreescu Szépművészeti Akadémia szobrászati karán folytatott tanulmányokat. 1951-ben a Țara Bârsei intézetnél kirakatrendezőként dolgozott, és az országos kirakatversenyen I. díjat nyert. Ugyanebben az évben férjhez ment György Istvánhoz. 1966 és 1969 között a brassói népfőiskola textilszakát látogatta. 1966-ban otthonában egy csángó múzeumot rendezett be. 1971-ben egyéni kiállítása nyílt a bukaresti Petőfi Házban. 1972 és 1974 között a brassói népfőiskola kerámia szakát is látogatta. 1974-ben a Művészeti Egyesület tagjává vált. 1975 és 2009 között számos egyéni és csoportos kiállításon vett részt. 2006-ban elnyerte a Zajzoni Rab István-díjat.2013-ban megkapta a Borcsa Mihály-díjat, valamint a Romániai Magyar Népművészeti Szövetség életműdíját. 2025-ben, születésének 100. évfordulója alkalmából kiállítás nyílik a brassói Redut Kulturális Központban. Ugyanazon év június 8.-án, megnyílt a György Papp Margit emlékház Bácsfaluban.